# Ткаченко Валентин Григорович
Валенти́н Григо́рович Ткаче́нко (рос. Валентин Григорьевич Ткаченко; нар. 1932, Кам'янець-Подільський) — російський письменник.

## Біографія
Навчався в суворовському училищі — спочатку в Ташкенті, потім у Ленінграді. 1955 року закінчив Московський поліграфічний інститут. Уже тоді писав вірші, друкувався в газетах і журналах («Советский спорт», «Комсомольская правда», «Вечерняя Москва» тощо).
За направленням приїхав працювати в Калінін (нині Твер) викладачем художньо-ремісничого училища № 12 (ХРУ-12). Дуже скоро став завучем цього училища.
У Калініні видав збірки оповідань для школярів «Хід конем» (1959), «Брати знайомляться» (1962), збірку гумористичних оповідань «Дивна річ» (1960).

## Видання
- Ткаченко В. Ход конём. Рассказы. [Для младшего и среднего школьного возраста]. — Калинин: Книжное издательство, 1959. — 54 с. с илл. 20 см; 30 000 экз. Содержание: История; Ход конем; Голуби; Вот тебе и раз!; Капитан без языка; Цирк; Андрейкина жертва; «Героиня»; Диспозиция; Билетики.
- Ткаченко В. Странное дело. Сборник юмористических рассказов. — Калинин: Книжное издательство, 1960. — 96 с.
- Ткаченко В. Братья знакомятся. Рассказы. Для среднего школьного возраста. — Калинин: Книжное издательство, 1962. — 94 с.